# ヴィクトー・ベンディクス

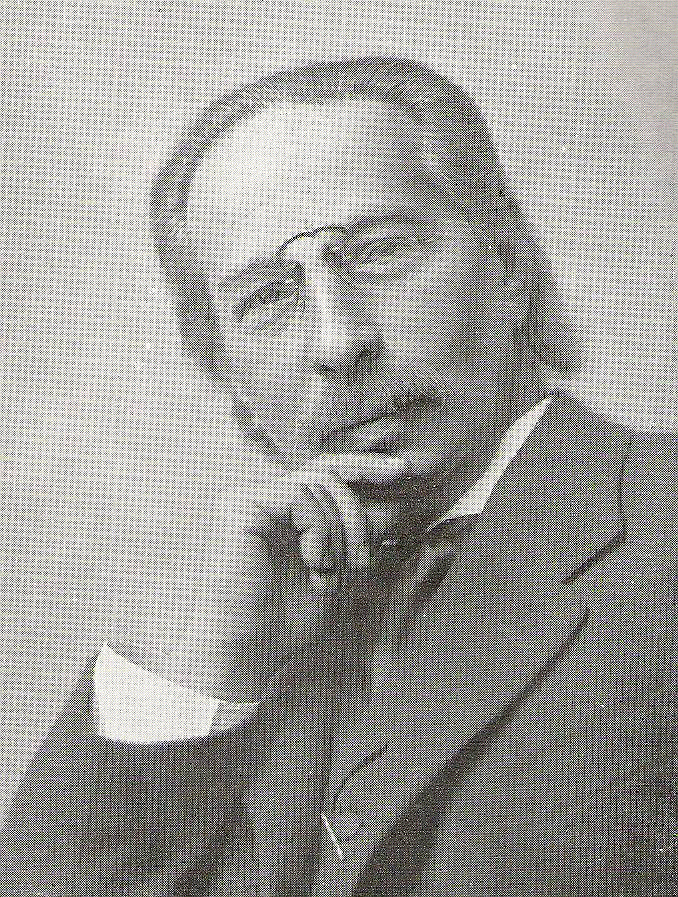
ヴィクトー・ベンディクス

ヴィクトー・エマヌエル・ベンディクス（Victor Emanuel Bendix, 1851年5月17日 - 1926年1月5日）は、デンマークの作曲家。息子はピアニストのヴィクトー・ショアラー。
コペンハーゲンの生まれ。デンマーク音楽院でニルス・ゲーゼやアウグスト・ヴィンディングらに師事した。
主要作に4曲の交響曲がある。